# Clara Lemlich
Clara Lemlich Shavelson (Horodok, 28 de marzo de 1886 – 12 de julio de 1982) fue una líder de la huelga de las camiseras de Nueva York de 1909, una huelga masiva de los trabajadores camiseros en la industria textil de Nueva York en 1909, donde habló en yiddish y llamó a la acción. Más tarde, incluida en la lista negra de la industria por su trabajo sindical, se convirtió en miembro del Partido Comunista de los Estados Unidos. En sus últimos años como residente de una residencia de ancianos ayudó a organizar el personal.

## Trayectoria

### Primeros años
Lemlich nació el 28 de marzo de 1886 en la antigua ciudad rusa y después ucraniana de Horodok, en el seno de una familia judía. Criada en un pueblo predominantemente de habla yidis, la joven Lemlich aprendió a leer ruso a pesar de las objeciones de sus padres, cosiendo ojales y escribiendo cartas para vecinos analfabetos para recaudar dinero para sus libros. Después de que un vecino la introdujo en la literatura revolucionaria, Lemlich se convirtió en una socialista comprometida. Emigró a los Estados Unidos con su familia en 1903, tras un pogromo en Chisináu.

### Estados Unidos
Lemlich pudo encontrar trabajo en la industria textil a su llegada a Nueva York. Las condiciones allí habían empeorado aún más desde principios de siglo, cuando la nueva máquina de coser industrial permitió a los empleadores exigir el doble de producción a sus empleados, quienes a menudo tenían que suministrar sus propias máquinas y transportarlas hacia y desde el trabajo. Lemlich, junto con muchos de sus compañeros de trabajo, se rebeló contra las largas jornadas, los bajos salarios, la falta de oportunidades de avanzar y el trato humillante por parte de los supervisores. Lemlich se involucró en el Sindicato Internacional de Trabajadores de la Confección de Mujeres (ILGWU) y fue elegida miembro de la junta ejecutiva del Local 25 del ILGWU.
Lemlich rápidamente se hizo un nombre entre sus compañeros de trabajo, liderando varias huelgas de camiseros y desafiando a la dirección mayoritariamente masculina del sindicato a organizar a las trabajadoras de la confección. Combinaba audacia con mucho encanto (era conocida por su excelente voz para cantar) y valentía personal (regresó al piquete en 1909 después de romperse varias costillas  cuando gánsteres contratados por los empleadores atacaron a los piqueteros).

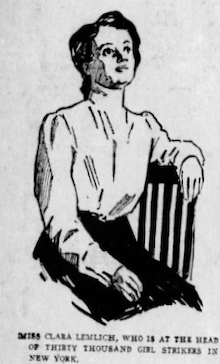
Bosquejo de Lemlich de un artículo de 1909 en The Kansas City Star, con la leyenda "La señorita Clara Lemlich, que está a la cabeza de treinta mil muchachas huelguistas en Nueva York".

Lemlich llamó la atención del mundo exterior en la reunión masiva celebrada en Cooper Union el 22 de noviembre de 1909  para conseguir apoyo para los trabajadores camiseros en huelga en Triangle Shirtwaist Company y Leiserson Company. Durante dos horas, las principales figuras del movimiento obrero estadounidense y los líderes socialistas del Lower East Side hablaron en términos generales sobre la necesidad de solidaridad y preparación. Deseando un llamado a la acción, no sólo palabras, Lemlich exigió la oportunidad de hablar. Subida a la plataforma, dijo:

I have listened to all the speakers, and I have no further patience for talk. I am a working girl, one of those striking against intolerable conditions. I am tired of listening to speakers who talk in generalities. What we are here for is to decide whether or not to strike. I make a motion that we go out in a general strike.

La multitud respondió con entusiasmo y, después de tomar una versión modificada del antiguo juramento judío de fidelidad a Israel, "Si me vuelvo traidor a la causa que ahora prometo, que esta mano se seque del brazo que ahora levanto", votó a favor de una huelga general. Aproximadamente 20.000 de los 32.000 trabajadores del comercio camisero se marcharon en los dos días siguientes; esto se conocería como el Levantamiento de los 20.000, Lemlich asumió un papel de liderazgo a la hora de sacar a la luz a los trabajadores, hablando en mítines hasta que perdió la voz. La huelga duró hasta el 10 de febrero de 1910 y produjo contratos sindicales en casi todas las tiendas, pero no en Triangle Shirtwaist.
Triangle Shirtwaist se convirtió en sinónimo de "taller de explotación" durante el año siguiente. El 25 de marzo de 1911, cerca de 150 trabajadores de la confección murieron a consecuencia de un incendio que consumió la fábrica. Los trabajadores murieron quemados o murieron saltando para escapar de las llamas. Lemlich buscó en la armería donde habían llevado a los muertos para buscar a una prima desaparecida; un periodista la describió convulsionada por risas histéricas y lágrimas cuando no la encontró.

### Sufragio
En la lista negra de la industria y en desacuerdo con el liderazgo conservador del ILGWU, Lemlich se dedicó a la campaña por el sufragio femenino. Al igual que sus colegas Rose Schneiderman y Pauline Newman, Lemlich describió el sufragio femenino como necesario para mejorar la vida de las mujeres trabajadoras, tanto dentro como fuera del lugar de trabajo.
El fabricante tiene derecho a voto; los patrones tienen votos; los capataces tienen votos, los inspectores tienen votos, La chica trabajadora no tiene voto. Cuando pide que se haga limpio y seguro el edificio en el que debe trabajar, los funcionarios no tienen por qué escucharla. Cuando ella pide no trabajar tantas horas, no tienen por qué escucharla.,,, [Hasta que los hombres de la Legislatura de Albany la representen, así como los patrones y capataces, no obtendrá justicia; ella no obtendrá condiciones justas. Por eso la mujer trabajadora dice ahora que debe tener el voto.
Lemlich, al igual que Newman y Schneiderman, también tenía fuertes diferencias personales y políticas con las mujeres de clase media y alta que lideraron el movimiento sufragista. Mary Beard despidió a Lemlich, por razones que no están del todo claras, menos de un año después de contratarla para hacer campaña a favor del sufragio en 1911.
Lemlich continuó sus actividades de sufragio, fundando la Liga de Sufragio de Asalariados, una alternativa de clase trabajadora a las organizaciones de sufragio de clase media, junto con Schneiderman, Leonora O'Reilly y otras dos trabajadoras de la confección. Sin embargo, si bien la Liga solo admitía como miembros a mujeres de la clase trabajadora, dependía del apoyo de mujeres que no pertenecían a la clase trabajadora y, en deferencia a los deseos de sus partidarios, se afilió a la Asociación Nacional Estadounidense por el Sufragio de la Mujer — la organización de la que se consideraba miembro. una alternativa — en lugar de hacerlo con el Comité de Mujeres del Partido Socialista,
Sin embargo, la Liga por el Sufragio de los Asalariados dejó de existir después de organizar una manifestación exitosa en Cooper Union en la que hablaron Lemlich, Schneiderman y otros. Lemlich continuó sus actividades de sufragio para la Liga Sindical de Mujeres, mientras que Schneiderman, que renunció a la WTUL en ese momento, se fue a trabajar para la ILGWU antes de regresar a la WTUL varios años después. Otros activistas, como Pauline Newman, trabajaron bajo los auspicios del Partido Socialista, que apoyaba el sufragio a pesar de que muchos dirigentes lo consideraban una distracción de la cuestión más urgente de la lucha de clases.

### Defensa del consumidor
Lemlich se casó con Joe Shavelson en 1913. La pareja tuvo tres hijos: Irving Charles Velson, Martha Shavelson Schaffer y Rita Shavelson Margules. Se mudó al barrio de clase trabajadora sólida del este de Nueva York y luego a Brighton Beach y no volvió a trabajar, salvo ocasionalmente a tiempo parcial, durante los siguientes treinta años. En cambio, se dedicó a formar una familia y organizar a las amas de casa.
Otras se habían organizado en esta zona antes de Lemlich: las amas de casa judías de Nueva York habían boicoteado a las carnicerías kosher para protestar por los altos precios en la primera década del siglo XX y el Sindicato de Inquilinos de Brooklyn encabezó huelgas de alquileres y luchó contra los desalojos. Después de unirse al Partido Comunista, que en gran medida desdeñaba la noción de organización de consumidores, Lemlich y Kate Gitlow, madre de Benjamin Gitlow, intentaron organizar un sindicato de amas de casa que abordara no solo los problemas de los consumidores, sino también la vivienda y la educación. El Consejo Unido de Amas de Casa de la Clase Trabajadora también recaudó dinero y organizó ayuda para los huelguistas en Passaic, Nueva Jersey, durante la amarga huelga de 1926.
En 1929, después de que el Partido Comunista creara una Comisión de Mujeres, Lemlich lanzó el Consejo Unido de Mujeres de la Clase Trabajadora (UCWW), que en algún momento tuvo casi cincuenta sucursales en la ciudad de Nueva York, así como afiliados en Filadelfia, Seattle, Chicago y Los Ángeles, San Francisco y Detroit, La organización reclutó entre miembros del PC, pero no identificó al Consejo con el PC ni presionó a los miembros del Consejo que no eran del Partido para que se unieran al partido también.
El Consejo Unido de la UCWW encabezó un boicot generalizado de las carnicerías para protestar por los altos precios de la carne en 1935, utilizando tácticas militantes de escuadrones voladores de piqueteros que cerraron más de 4.000 carnicerías en la ciudad de Nueva York. La huelga se extendió a todo el país y la UCWW obtuvo apoyo fuera de las comunidades judía y afroamericana a las que se había limitado en Nueva York.
La UCWW se rebautizó como Consejos de Mujeres Progresistas en los años siguientes como parte de la política del Frente Popular de la época. Sin embargo, en 1938 el Partido retiró el apoyo a los consejos y suspendió las publicaciones dirigidas a las mujeres. Sin embargo, Lemlich continuó activo en la PWC y fue un líder local después de afiliarse a la Orden Internacional de Trabajadores en la década de 1940. Los Consejos organizaron boicots aún más amplios para protestar contra los altos precios en 1948 y 1951, antes de que las acusaciones de dominio del Partido Comunista lo destruyeran a principios de los años cincuenta. El estado de Nueva York ordenó la disolución de la IWO en 1952.
Lemlich continuó sus actividades como parte de la Federación Emma Lazarus de Clubes de Mujeres Judías, que recaudó fondos para Red Mogen David, protestó contra las armas nucleares, hizo campaña por la ratificación de la Convención de las Naciones Unidas sobre el Genocidio, se opuso a la guerra de Vietnam y forjó alianzas con Sojourners for Truth, una organización de derechos civiles de mujeres afroamericanas.
Lemlich también participó activamente en las actividades de los Consejos de Desempleados y en la fundación del Consejo Emma Lazarus, que apoyaba los derechos de los inquilinos. El Consejo Emma Lazarus declaró en 1931 que nadie sería desalojado en Brighton Beach por no poder pagar el alquiler, y luego lo respaldó reuniendo partidarios para evitar los desalojos y devolviendo los muebles de los inquilinos a sus apartamentos en aquellos casos en los que las autoridades intentaron efectuar el desalojo.
Lemlich siguió siendo un miembro inquebrantable del Partido Comunista, denunciando el juicio y ejecución de los Rosenberg. Su pasaporte fue revocado después de un viaje a la Unión Soviética en 1951. Se retiró del trabajo textil en 1954 y luego libró una larga batalla con el ILGWU para obtener una pensión. En 1960 se casó con Abe Goldman, un viejo conocido del movimiento obrero. Después de la muerte de Goldman en 1967, se mudó a California para estar cerca de sus hijos y suegros. A los 81 años ingresó al Hogar Judío para Ancianos de Los Ángeles. Como residente, convenció a la dirección para que se uniera a los boicots de las uvas y la lechuga del United Farm Workers y ayudó a los ordenanzas del lugar a organizar un sindicato.